# Cybister puncticollis
Cybister puncticollis là một loài bọ cánh cứng trong họ Bọ nước. Loài này được Brullé miêu tả khoa học năm 1837.